# Chiesa della Santissima Annunziata (Barga)
La chiesa della Santissima Annunziata è un edificio sacro che si trova a Barga.

## Storia e descrizione
Fu edificata nel 1585 dalle famiglie principali del luogo per custodirvi due venerate statue lignee trecentesche raffiguranti l'Annunciata e l'Angelo Annunciante. La facciata mostra due coppie di paraste che sorreggono l'architrave con timpano triangolare, un portale anch'esso timpanato e nella lunetta al di sopra una Annunciazione dipinta.
All'interno, a croce latina e con cappelle laterali, due grandi pitture murali dell'Ottocento raffiguranti lo Sposalizio della Vergine e la Presentazione di Gesù al tempio del Giammattei di Lucca, autore anche della decorazione della cupola. Nel primo altare a destra, la Madonna col Bambino e i Santi Antonio Abate, Francesco e altro Santo pellegrino del pittore barghigiano Baccio Ciarpi, databile all'inizio del Seicento. All'altare opposto è collocata l'urna-reliquiario di San Fruttuoso, opera di Bartolomeo Santini, della famiglia di intagliatori di Borgo a Mozzano, databile alla fine del Seicento o all'inizio del secolo successivo.
Dietro l'altare maggiore, nell'abside, è la nicchia contenente le due menzionate statue lignee trecentesche dell'Annunciazione, trasferite in questa chiesa dal Duomo. L'Annunciata si presenta talmente alterata da non essere più valutabile, mentre l'angelo annunziante ha conservato maggiormente i caratteri originari: la figura è per la maggior parte racchiusa nella forma cilindrica del tronco di legno a eccezione del braccio destro che è un pezzo a parte, ma la testa mostra dinamismo nel volgersi e una certa espressività. L'anonimo intagliatore, forse senese, mostra la conoscenza di Giovanni Pisano e forse quella di Marco Romano, per alcuni dettagli realistici, ma anche calligrafici, della figura.
Sulla cantoria in controfacciata si trova un organo a trasmissione elettrica costruito nel 1962 da Libero Rino Pinchi, con 11 registri su unico manuale e pedale.